# Celina parallela
Celina parallela là một loài bọ cánh cứng trong họ Bọ nước. Loài này được Babington miêu tả khoa học năm 1841.